# Atletica leggera ai XVII Giochi del Mediterraneo - 400 metri ostacoli femminili
Le gare di atletica leggera nella categoria 400 metri ostacoli femminili si sono tenute il 27 giugno 2013 al Nevin Yanıt Atletizm Kompleksi di Mersin.

## Calendario
Fuso orario EET (UTC+3).
| Data      | Ora   | Turno  |
| --------- | ----- | ------ |
| 27 giugno | 20:10 | Finale |

## Risultati
Le 7 atlete partecipanti disputano direttamente la finale.

### Finale
| Pos. | Atleta           | Nazionalità | Tempo   | Corsia | Note |
| ---- | ---------------- | ----------- | ------- | ------ | ---- |
|      | Hayat Lambarki   | Marocco     | 55"27   | 4      |      |
|      | Lamia Lhabz      | Marocco     | 55"51   | 3      |      |
|      | Manuela Gentili  | Italia      | 55"89   | 6      |      |
| 4    | Francesca Doveri | Italia      | 56"65   | 7      |      |
| 5    | Birsen Engin     | Turchia     | 57"72   | 5      |      |
| 6    | Özge Akın        | Turchia     | 58"13   | 2      |      |
| 7    | Mila Andrić      | Serbia      | 1'01"33 | 1      |      |